# Druckprüfung

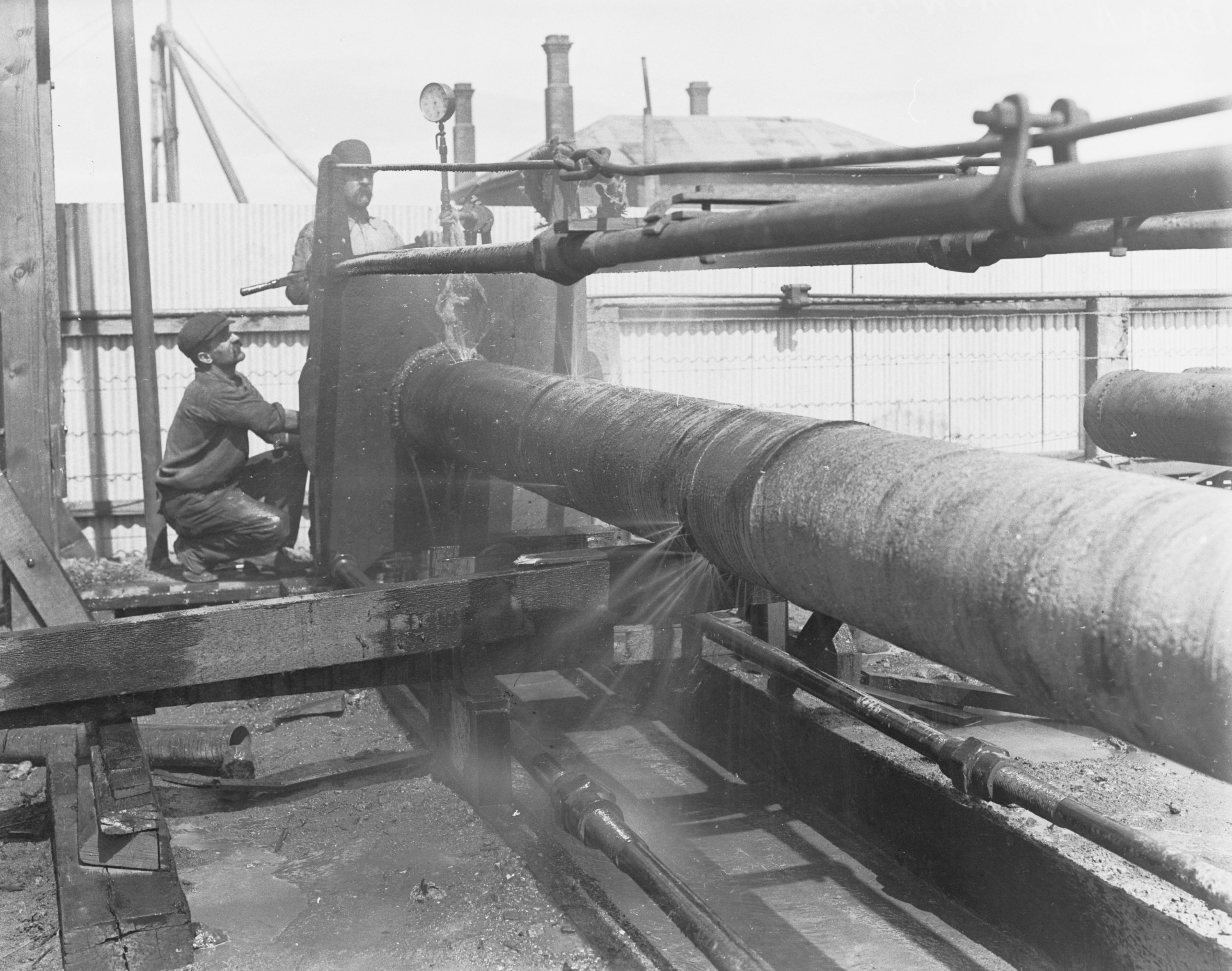
Druckprüfung in Mephan Ferguson's Pipe Factory in Port Adelaide, um 1905

Die Druckprüfung, fälschlich oft auch als Druckprobe bezeichnet, wird an druckführenden Bauteilen durchgeführt, die bestimmt sind für die Speicherung und Fortleitung von Fluiden, um den Nachweis einer ausreichenden Festigkeit und den Nachweis der Dichtheit zu erbringen.
Druckprüfungen sind Teil der Abnahmeprüfung und werden meist als hydrostatische Druckprüfung durchgeführt.
- Die Druckprüfung kann auch als Gasdruckprüfung oder als Kombination Wasser-/Gasdruckprüfung durchgeführt werden. Bei der Gasdruckprüfung sind entsprechende Sicherheitsmaßnahmen durchzuführen.
- Im Rahmen der wiederkehrenden Prüfungen nach Betriebssicherheitsverordnung an überwachungsbedürftigen Anlagen wird die geforderte Festigkeitsprüfung in der Regel als hydrostatische Druckprüfung durchgeführt.

## Ablauf
Die Druckrohrleitung, der Druckbehälter oder andere Gehäuseteile werden mit Wasser, Luft oder Betriebsgas (z. B. Erdgas, Stickstoff) gefüllt. Anschließend wird der Druck langsam bis zur Höhe des Prüfdruckes erhöht. Der Prüfdruck wirkt dann eine gewisse Zeit, während deren Ablauf der Druck nur innerhalb der vorgegebenen Toleranz fallen und der zu prüfende Gegenstand kein Wasser/Gas/Luft verlieren darf.
Visuell wird geprüft, ob unzulässige plastische Verformungen entstanden sind oder Undichtheiten insbesondere an Schweißnähten, Verschlüssen oder Verbindungen (Flansche, Gewinde, Verschraubungen usw.) vorhanden sind.
Vorschriften zur Druckprüfung wie
- Höhe des Prüfdruckes
- zu verwendendes Fluid
- Angaben zur Druckerhöhung und Haltezeit des Prüfdruckes
- Beurteilungskriterien
- Dokumentation

sind in den jeweils anwendbaren Regelwerken enthalten.

## Prüfdruck
Die Höhe des Prüfdruckes bei der Druckprüfung wird nach den entsprechenden Regelwerken bestimmt und liegt meist über dem zulässigen Betriebsdruck.
Der Prüfdruck ist bezogen auf den festgelegten Ansprechdruck multipliziert mit jenem Faktor, der bei der ersten Druckprüfung bestimmt wurde; dieser Faktor kann mit 1,5 begrenzt werden.
Druckprüfungen von Rohrleitungen für die Gas-/Wasserversorgung werden nach DVGW 469 mit dem 1,1- / 1,3- / 1,43- oder dem 1,5-fachen Betriebsdruck durchgeführt.

## Trinkwasserleitungen
Trinkwasserinstallationen werden einer Druckprüfung nach DIN EN 806-4 unterzogen, die unterschiedliche Prüfverfahren (A, B oder C) für Rohre aus Metall, Kunststoff, Verbundwerkstoffe sowie für Mischinstallation vorsieht. In der Praxis wird häufig nach dem Merkblatt „Dichtheitsprüfungen“ des ZVSHK verfahren.
Die Prüfung von Kunststoffrohren aus PE, PE, PE-X oder PB Rohrleitungen sowie von Mehrschichtverbundrohren aufwändiger als von metallischen Rohrleitungen: Als Prüfdruck gilt der 1,1-facher Betriebsdruck. In der Hausinstallation wird in der Regel zunächst mit 11 bar über 30 Minuten geprüft. Tritt dabei kein Leck auf, wird anschließend der Druck für zwei Stunden auf 5,5 bar gehalten. Am Manometer darf dabei kein Druckabfall erkennbar sein.
Um das Wachstum von Keimen in der Wasserleitung zu vermeiden, sollte die Druckprobe von Trinkwasserleitung mit inerten Gasen ausgeführt werden. Sofern die Druckprobe mit Wasser durchgeführt wird, ist die Rohrleitung anschließend zu trocknen oder ungefähr alle sieben Tage mit Wasser zu spülen.

## Vorschriften und Regelwerke
Bei Rohrleitungen werden u. a. Sichtdruckprüfungen, Druckdifferenzprüfungen und Stressdruckprüfungen durchgeführt.
Regelwerke und Vorschriften, die Angaben über die Druckprüfung enthalten:
- Druckgeräterichtlinie Anhang I Nr. 3.2.2 und Nr. 7.4 (für Druckbehälter, industrielle Rohrleitungen und andere druckhaltende Ausrüstungsteile)
- EN 13445-5 Unbefeuerte Druckbehälter – Teil 5: Inspektion und Prüfung
- AD 2000 Merkblatt HP 30
- EN 13480-5 Metallische industrielle Rohrleitungen – Teil 5: Prüfung
- EN 12952-6 Wasserrohrkessel und Anlagenkomponenten Teil 6: Prüfung während der Herstellung
- EN 12953-5 Großwasserraumkessel – Teil 5: Prüfung

Für Deutschland:
- DVGW G 469 07/2019 Druckprüfverfahren Gastransport / Gasverteilung
- VdTÜV 1051
- VdTÜV 1060 Stressdruckprüfung.